# Май (компанія)
«Май» — російська торгова компанія, здійснююча реалізацію чаю и  Розчинна кава. Торгові марки продукції: «Richard», «Curtis», «Майский» (до 2003 — «Майский чай»), «Лисма», «Coffesso».
Штаб-квартира розташована у Москві. Засновник та генеральний директор компанії – Ігор Лисиненко.
Заснована у 1991 році, у тому ж році запущено торгову марку «Майский чай». За результатами дослідження російського чайного ринку 1996 року марка стала однією з трьох найвідоміших.
З 1997 року компанія поставляє каву на російський ринок: під маркою «Майский кофе» розпочато продаж бразильської ліофілізованої кави та розчинної індійської кави; випущена перша у Росії кава в пакетиках за технологією «три в одному». В 1998 відкрита перша в новій Росії власна чаюрозвішувальна фабрика в підмосковному місті Фрязіно, здатна переробляти 25 тис. тонн продукції на рік. Інвестиції у виробничий комплекс («Майкомплекс») склали $32 млн  .
У 1998 та 2000 роках «Майський чай» отримав премію «Народна марка»  .